# Francisca Ashietey-Odunton
Francisca Ashietey-Odunton est une journaliste, animatrice et diplomate ghanéenne. Elle était auparavant directrice générale par intérim de la Ghana Broadcasting Corporation et actuellement haut-commissaire du Ghana au Kenya,.

## Jeunesse et carrière
Francisca Ashietey-Odunton a fréquenté l'Aburi Girls' Senior High School pour ses certificats de niveau ordinaire et avancé. Elle est allée à l'université des sciences et technologies Kwame Nkrumah où elle a obtenu un bachelor ès arts en sciences sociales avec une majeure en anglais. 
Ashietey-Odunton est avocate avec 16 ans d'expérience, ayant été admise au Barreau du Ghana après avoir obtenu son LLB à l'École de droit du Ghana en 1997. Elle est titulaire d'une maîtrise de la London School of Economics. Elle est également diplômée de l'Université des Nations unies à Tokyo, au Japon.  

## Carrière
Francisca Ashietey-Odunton a plus de 20 ans d'expérience en tant que diffuseur avec la Ghana Broadcasting Corporation. Elle a rejoint la Ghana Broadcasting Corporation en 1990 en tant qu'assistante de production principale attachée à la Division de la production où elle a travaillé sur divers programmes, notamment Kyekyekule, Children's Own, Adult Education et Country Music. Elle était également présentatrice télé. Elle a gravi les échelons en tant que productrice et réalisatrice, après quoi elle a été transférée à la salle de rédaction de la télévision en 1994. Elle y a occupé divers postes en tant que lectrice de nouvelles, éditrice et correspondante présidentielle pendant huit ans. Plus tard, elle est devenue rédactrice en chef et a été mutée à la division juridique en tant que juriste principale. Ashietey-Odunton a couvert des conférences internationales, notamment le Sommet de l'Union africaine, le Sommet Ecowas et la Conférence mondiale de l'alimentation,.  
Elle a été nommée pour la première fois directrice générale adjointe de la Ghana Broadcasting Corporation en novembre 2013. Elle a ensuite été nommée directrice générale par intérim de la Ghana Broadcasting Corporation en mai 2016. 

## Nomination d'ambassadeur
Le mercredi 2 août 2017, le président de la république du Ghana Nana Akufo-Addo a nommé Francisca Ashietey-Odunton haut-commissaire du Ghana au Kenya. Elle faisait partie des quatre Ghanéens distingués qui ont été nommés à la tête de diverses missions diplomatiques ghanéennes dans le monde.  